# François Duval
François Duval (* 18. listopadu 1980) je belgický rallyeový jezdec.

## Kariéra

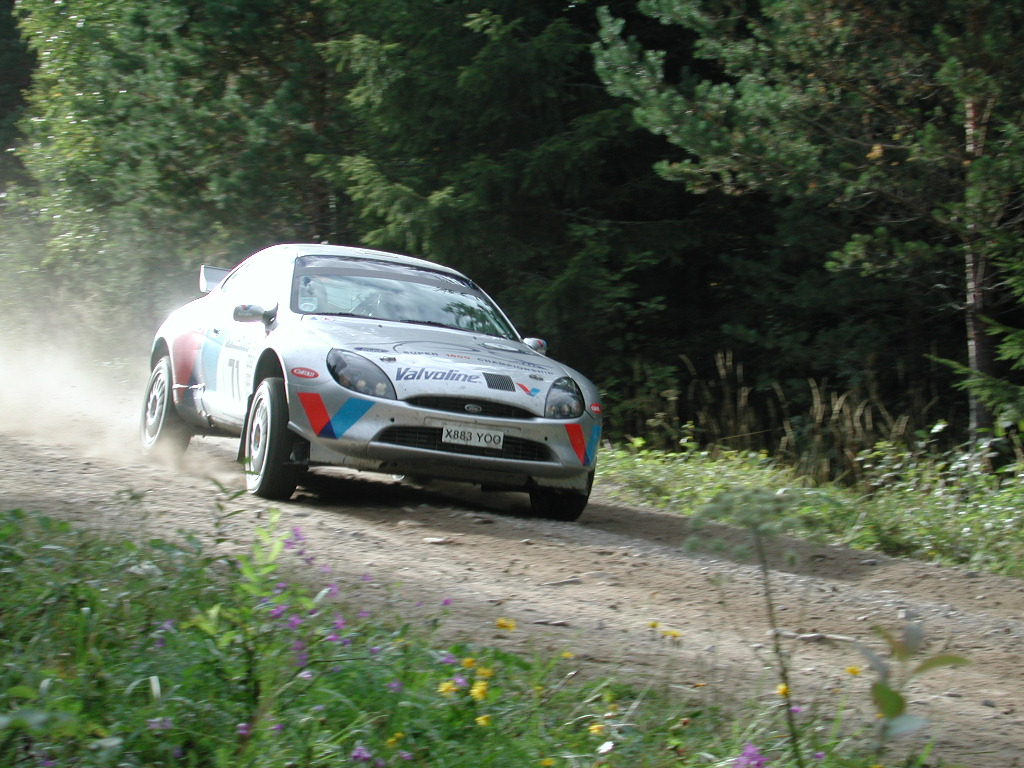
Duval v Pumě na Finské rallye

Původně závodil na motokárách a stal se mistrem Belgie 1995, 1997 a 1998. Do rallye se dostal až v roce 1999. Jeho otec byl mistrem Belgie ve sprintrallye a tak syna podporoval. První soutěž absolvoval Duval s vozem Citroën Saxo a skončil třetí v rámci Saxo Cupu. V seriálu čtyřikrát vyhrál a stal se jeho celkovým vítězem. Pro sezonu 2000 se zúčastnil domácího mistrovství, kde skončil třetí. Navíc byl jezdcem juniorského týmu Mitsubishi Ralliart a měl k dispozici Mitsubishi Lancer Evo. V roce 2001 se krom Lanceru posadil i do vozu Ford Puma Kit Car S1600. Navíc mu tým Ford M-Sport umožnil startovat i s vozem Ford Focus WRC. Dokonce vedl na Kypru. V následujícím roce z týmu odešli Colin McRae a Carlos Sainz. Tým Ford tak angažoval jako jedničku Markko Märtina a Duvala. Hned od počátku dosahoval dobrých výkonů a skončil v sezoně osmý.

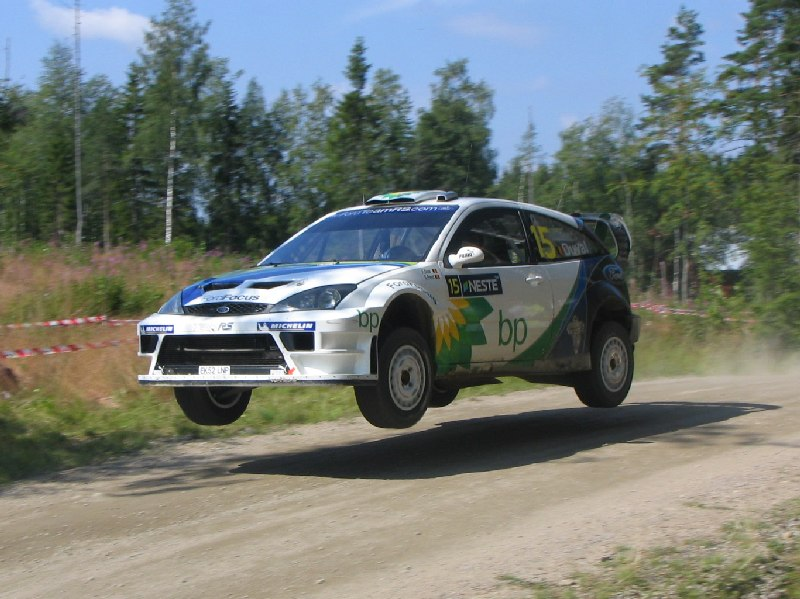
Duval ve Fordu v roce 2004

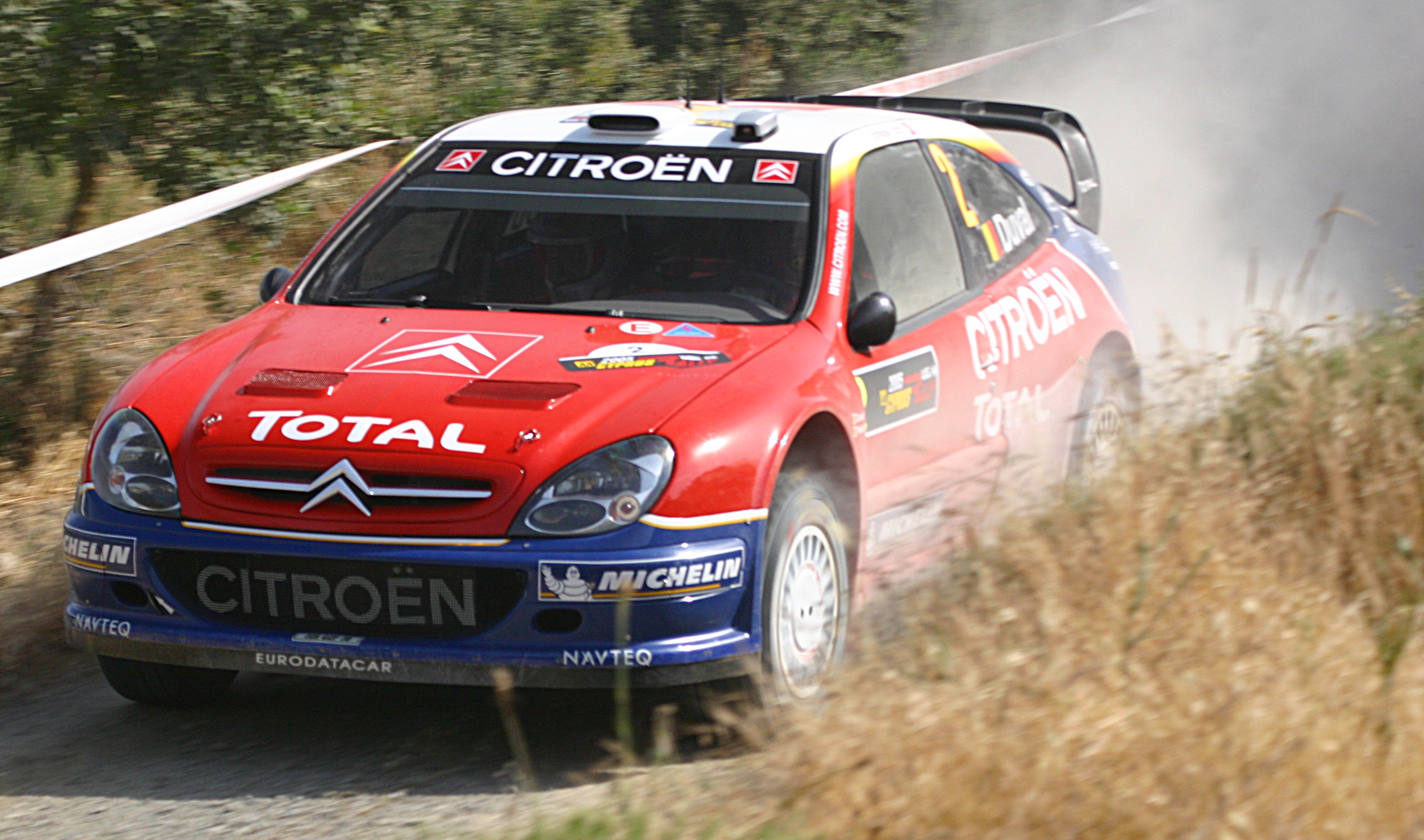
Sezona 2005 v Citroënu

Pro sezonu mistrovství světa v rallye 2005 se stal jezdcem týmu Citroën Sport. Ale po havárii musel několik soutěží vynechat a nahradil jej Sainz. Také získal své doposud jediné vítězství na Australské rallye. Po odchodu týmu Citroën startoval se soukromým vozem Škoda Fabia WRC. Pro sezonu mistrovství světa v rallye 2008 přestoupil k týmu Stobart a startoval opět s Focusem. V roce 2009 začal startovat v šampionátu IRC s vozem Fabia S2000. V Ypres rallye 2009 ale havaroval.